# Catostylus townsendi
Catostylus townsendi is een schijfkwal uit de familie Catostylidae. De kwal komt uit het geslacht Catostylus. Catostylus townsendi werd in 1915 voor het eerst wetenschappelijk beschreven door Mayer. 